# 프리먼 킹
프리먼 킹(Freeman King, 1943년 6월 1일 ~ 2002년 6월 1일)은 미국의 영화배우, 각본가이다.
로스앤젤레스에서 사망하였다.

## 영화
- 라이언하트 (1990년)
- 마이크스 머더 (1984년) - 킬러 #1 역
- 무지개 아래 (1981년)
- 우정의 마이애미 (1980년)
- 버디 홀리 스토리 (1978년)